# グスタフ・マルメ

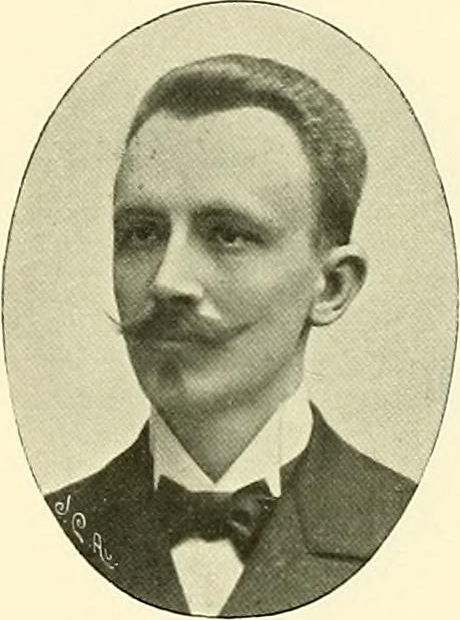
Gustaf Oskar Andersson Malme (1900)

グスタフ・オスカル・アンデション・マルメ（Gustaf Oskar Andersson Malme、1864年10月24日 - 1937年3月5日）はスウェーデンの植物学者である。南米の植物の研究で知られる。

## 略歴
セーデルマンランド地方のStora Malms församlingで生まれた。ウプサラ大学で学び、1892年に博士号を得た。1895年から1901年までと1903年から1905年の間、スウェーデンの自然歴史博物館の学芸員として働いた。1905年からストックホルムの伝統のある学校Norra Latin（Högre allmänna läroverket för gossar å Norrmalm）の生物学、化学の講師を務め、1911年からストックホルム教員養成学校の動物学、植物学の教師を務め、1819年から1922年まで副校長を務めた。
1892年から1894年にブラジル在住の医師、アンデシュ・レグネルの資金提供によるブラジルの植物調査にカール・アクセル・マグヌス・リンドマンとともに参加し、1901年から1903年にも単独で再び南米、特にブラジルとパラグアイを訪れた。リンドマンとマルメは南米から持ち帰った資料から種子植物や地衣類の記載論文や植物地理学の論文を発表した。マルメは南米の地衣類の論文やスウェーデンの地衣類の論文も執筆した。
バンレイシ科の亜科名、Malmeeaeや属名、Malmeaはマルメの名に由来する。